# Fumihito, Príncipe Akishino
Fumihito (em japonês: 皇嗣文仁親王; Tóquio, 30 de novembro de 1965) é um membro da família imperial japonesa. Ele é o irmão mais novo do imperador Naruhito e o filho mais novo do imperador emérito Akihito e da imperatriz emérita Michiko. Ele é o herdeiro presuntivo do trono do crisântemo, uma vez que seu irmão não possui filhos do sexo masculino - no Japão, apenas os homens podem assumir o trono. Desde seu casamento, em junho de 1990, ele tem o título de Príncipe Akishino e chefia seu próprio ramo da família imperial.

## Nascimento e educação
O príncipe nasceu no Palácio Separado de Aoyama, em Tóquio. Seu nome é Fumihito, e seu título de infância foi Príncipe Aya (Aya-no-miya). Ele foi educado nos departamentos elementar e secundário de Gakushuin.
Em abril de 1984, Fumihito entrou para a Universidade de Gakushuin, onde estudou Direito. Depois de se graduar em Gakushuin, ele foi estudar Zoologia em St John's College, na Universidade de Oxford, Reino Unido, entre outubro de 1988 e junho de 1990. O príncipe Fumihito completou seu doutorado em ornitologia em outubro de 1996. Sua dissertação doutoral foi intitulada "A Filogenia Molecular das aves selvagens, gênero Gallus, e a Origem Monofilética das aves domésticas".
Ele conduziu uma pesquisa de campo na Indonésia entre 1993 e 1994.
Enquanto o seu pai era ainda o Príncipe Herdeiro, Akishino apresentou a tilápia para a Tailândia como uma importante fonte de proteína. A tilápia pode ser facilmente criada, e o príncipe Fumihito, que é conhecido como "o especialista em peixe-gato", tem se organizado para manter e expandir os estudos da biologia marinha com o povo da Tailândia.
Ele é um grande fã de The Beatles e um ávido jogador de tênis. Como estudante, o Príncipe Fumihito foi um dos dez melhores jogadores em partidas de pares na região de Kanto.

## Casamento
Em 29 de junho de 1990, o príncipe Fumihito casou-se com Kiko Kawashima, filha de Tatsuhiko Kawashima, professor de Geologia da Universidade de Gakushuin, e de sua esposa Kazuko. O casal se conheceu quando ambos eram estudantes de Gakushuin.
Assim como seu pai, o príncipe Akishino não se casou com uma mulher da extinta nobreza japonesa ou de um dos ramos colaterais da família imperial.
Com o casamento, ele recebeu o título príncipe Akishino e a autorização do Conselho de Finanças da Agência da Casa Imperial para estabelecer uma família.

## Filhos
- Mako de Akishino, 23 de outubro de 1991
- Kako de Akishino, 29 de dezembro de 1994
- Hisahito de Akishino, 6 de setembro de 2006 - 2º na linha de sucessão

## Debate sobre sucessão imperial
Em novembro de 2005, um comitê governamental recomendou mudar a Lei de Sucessão Imperial de 1947 para garantir que o primogênito dos príncipes herdeiros, de qualquer sexo, se tornasse o herdeiro do Trono do Crisântemo. A opinião pública debatia uma reforma para possibilitar a ascensão da princesa Aiko. O então primeiro-ministro, Junichiro Koizumi, comprometeu-se a levar a reforma ao Parlamento.
Entretanto, a gravidez da princesa Kiko, esposa do príncipe Akishino, anunciada oficialmente em fevereiro de 2006, mudou os planos. Em setembro daquele ano, nasceu um menino, o príncipe Hisahito de Akishino, que é o terceiro na linha de sucessão sob a atual lei. O nascimento de Hisahito foi um alívio para membros partidários tradicionalistas e, de fato, desencorajou as propostas que sugeriam a sucessão feminina. Antes de seu nascimento, 84% da população mostrava-se favorável à mudança.
Acredita-se que o debate será continuado e finalizado em um momento apropriado no futuro.

## Deveres como príncipe
Além de participar de eventos públicos e representar a Família Imperial do Japão no exterior, o príncipe Akishino ocupa posições dentro de instituições, tais como:
- Presidente do Instituto Yamashina de Ornitologia
- Presidente da Associação Japonesa de Jardins e Aquários Zoológicos
- Presidente honorário da Associação de Tênis do Japão
- Presidente honorário da Sociedade Japão-Países Baixos
- Presidente honorário da World Wide Fund for Nature Japão
- Pesquisador extraordinário do Museu da Universidade de Tóquio

## Títulos e estilos
- 30 de novembro de 1965 - 28 de junho de 1990: Sua Alteza Imperial, o Príncipe Aya
- 29 de junho de 1990 - 30 de abril de 2019: Sua Alteza Imperial o Príncipe Akishino
- 1 de maio de 2019 - 7 de novembro de 2020: Sua Alteza Imperial o Príncipe Herdeiro
- 8 de novembro de 2020 - presente: Sua Alteza Imperial o Príncipe Herdeiro Akishino